# Rana Ahmad

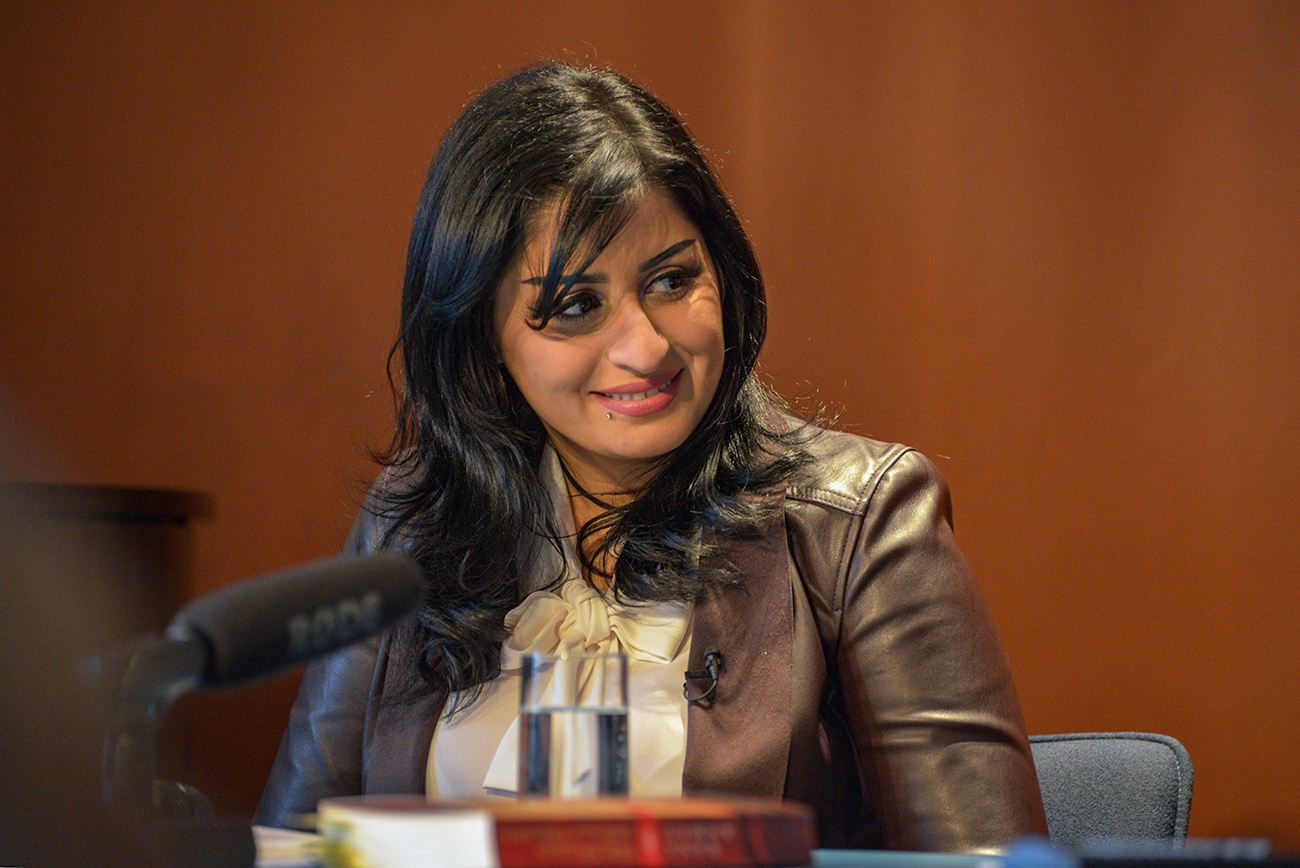
Rana Ahmad, 2018

Rana Ahmad oder Rana Ahmad Hamd (* 1985 in Riad) ist das Pseudonym einer in Saudi-Arabien geborenen Frauenrechtlerin und Atheistin, die im Herbst 2015 nach Deutschland floh. Von 2017 bis Ende 2022 war sie die Vorsitzende des von ihr im Jahr 2017 mitgegründeten Vereins Säkulare Flüchtlingshilfe. Ihre Autobiographie Frauen dürfen hier nicht träumen erreichte 2018 die Top 10 der Spiegel-Bestsellerliste und wurde auch ins Französische übersetzt.

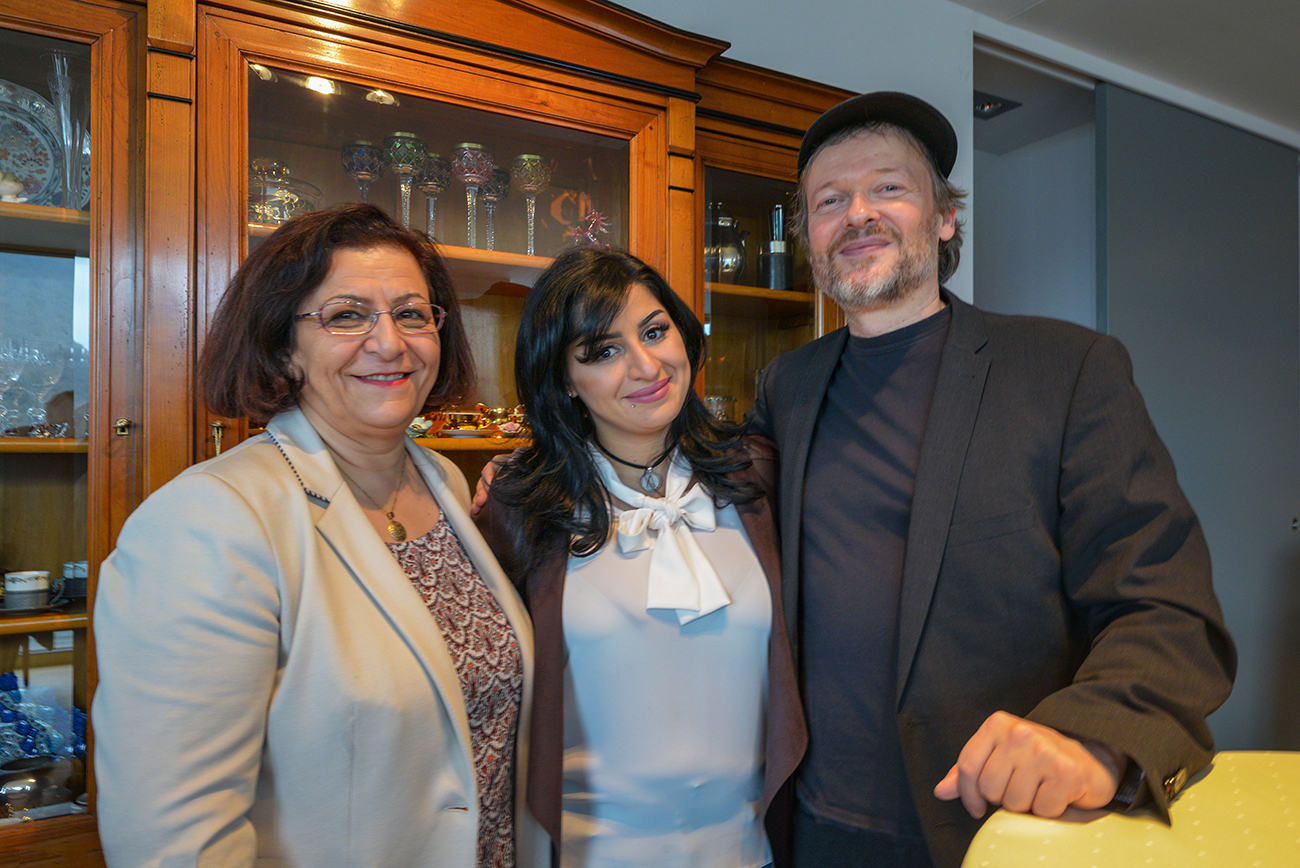
Rana Ahmad in Oberwesel 2018 mit Mina Ahadi und Michael Schmidt-Salomon

## Biographie

### Jugend
Rana Ahmads Vater kam Mitte der 1970er Jahre aus Syrien, um als Bauleiter in Saudi-Arabien zu arbeiten. Vier Jahre später heiratete er Ranas Mutter in Syrien und brachte sie nach Riad. Rana wurde dort im Jahr 1985 geboren. Rana hat einen älteren und einen jüngeren Bruder sowie eine ältere Schwester. Ihre Familie war tiefreligiös, aus ihrer Sicht „eine extremistische Familie im Vergleich zu anderen Familien in unserer Gesellschaft“; sie und ihre Geschwister lernten ab dem Alter von 4 Jahren den Koran.
Ahmad ging auf eine staatliche Mädchenschule, wo mehr als ein Viertel aller Erziehung der Religion gewidmet war. Sie wurde gelehrt, dass alle Nicht-Muslime in die Hölle kommen würden und dass der Hass auf Christen und Juden eine religiöse Pflicht sei. Sie durfte mit dem Fahrrad herumfahren, zum Beispiel um Lebensmittel zu kaufen, wenn sie mit ihrer Familie im Urlaub bei den Eltern ihres Vaters in Syrien war. Aber im Alter von 10 Jahren nahm ihr der Großvater das Fahrrad weg und sagte, sie sei „jetzt zu alt dafür“; sie fühlte sich ihrer wichtigsten Freiheit beraubt.:5:58 Ahmad verstand nicht, warum es als harām angesehen werden sollte, wenn „große Mädchen“ wie sie ein Fahrrad benützen, aber nicht, wenn Jungen das Gleiche tun.:11:33, 13:30 Schon am nächsten Tag:14:21 wurde Ahmad gezwungen, eine Abaya und einen schwarzen Hidschab zu tragen.:5:58, 14:21 Obwohl die saudischen Gesetze Frauen nicht verpflichten, eine Kleidung zu tragen, die restriktiver als der Hidschab ist, wurde Ahmad im Alter von 13 Jahren von ihrer Familie und ihrer Schule gezwungen, einen Niqab zu tragen, der nur ihre Augen unbedeckt ließ. Obwohl sie die religiösen Regeln, die ihr nacheinander auferlegt wurden, nicht verstand, akzeptierte und befolgte sie sie. Sie hatte nie Kontakt zu einem Jungen oder Mann gehabt, der nicht mit ihr verwandt war, bis sie das Erwachsenenalter erreichte.

### Erziehung und Bildung
Im Alter von 19 Jahren sollte Ahmad verheiratet werden, und in Syrien fand eine Verlobungsfeier statt, aber weil ihr Verlobter sich weigerte, nach Saudi-Arabien zu ziehen, und sie sich weigerte, nach Syrien zu ziehen, wurden die Pläne nicht verwirklicht. In der Zwischenzeit war ihr Mann missbräuchlich geworden und hatte sie verlassen. Sie ließ sich scheiden und zog wieder bei ihren Eltern ein, was auf ihren Ruf in der Gesellschaft abfärbte. Sie lehnte drei weitere Heiratsanträge von saudischen Männern in den folgenden Jahren ab und argumentierte, dass sie ihre Ausbildung zuerst vorantreiben wollte. Ahmad besuchte Berufsschulkurse in Englisch und EDV, arbeitet danach als Rezeptionistin und Bürokraft in verschiedenen Arztpraxen und Krankenhäusern. Aufgrund des saudischen männlichen Vormundschaftssystems konnte sie jedoch kaum das Haus verlassen, und wenn sie mit dem Auto reisen wollte, mussten ihre männlichen Verwandten sie fahren; sie durfte nicht allein reisen.
Die Einschränkungen und Verpflichtungen des Ehelebens ließen sie ihre Rolle und ihre Religion in Frage stellen und bewirkten in ihr einen Wunsch nach Freiheit. Auf der Suche nach Antworten auf ihre Fragen wandte sie sich dem Internet zu und entdeckte die Philosophie (von der Ahmad sagt, dass sie in Saudi-Arabien verboten ist:1:30) und den Atheismus im Alter von 25 Jahren. Dies geschah 2011, als sie auf einen Tweet von jemandem traf, der den Twitter-Handle „Arab Atheist“ benutzte, den sie erst mittels Google Translate verstand. Schockiert kontaktierte Ahmad „Arab Atheist“, der ihr mehrere Dokumentarfilme empfahl (z. B. über die Evolutionstheorie und den Urknall) und auch ins Arabische übersetzte Bücher von Richard Dawkins, Friedrich Nietzsche, Voltaire und Charles Darwin. „Ich habe geweint, als ich herausgefunden habe, was ich alles nicht gelernt habe, was man mir vorenthalten hatte,“ erzählte Ahmad 2016 in einem Interview. Nach etwa einem Jahr kam sie zu dem Schluss, dass sie nicht mehr glauben konnte wegen all der Widersprüche im Koran. Es brachte ihr noch mehr Angst und Trauer, zu erkennen, dass Atheismus und Abtrünnigkeit in Saudi-Arabien mit dem Tode bestraft wurden, und dass sie wahrscheinlich das Land und alles, was sie hatte, würde verlassen müssen, um zu überleben. Sie verbarg ihre Überlegungen vor ihrer Familie und betete weiterhin fünfmal täglich, während sie online nach Hilfe bei verschiedenen Gruppen suchte, wie zum Beispiel Faith to Faithless, Ex-Muslims of North America und Atheist Republic. Fünf Jahre lang lebte sie insgeheim als Atheistin in Saudi-Arabien und hatte Angst, dass ihre Familie sie töten oder der Staat sie hinrichten würde, wenn ihr Unglaube entdeckt würde.

### Familienprobleme

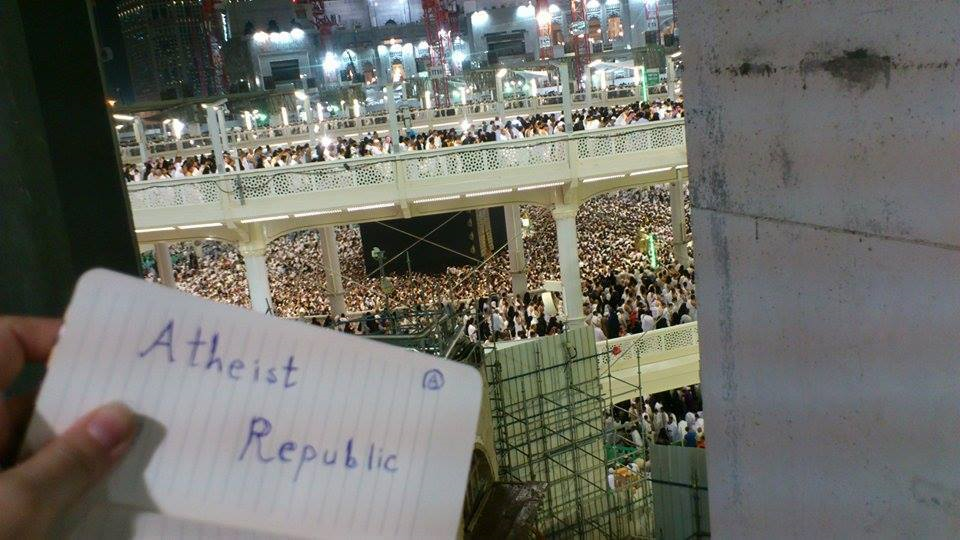
Rana hielt diesen Atheist Republic-Zettel im al-Masdschid al-Harām.

Ahmads älterer Bruder begann zu vermuten, dass sie heimlich Männer traf, und versteckte ein Abhörgerät in ihrem Zimmer. Als er sie beim Telefonieren mit einem männlichen Freund erwischte, stürmte er in ihr Zimmer und versuchte, sie zu töten, aber ihr Vater hörte ihre Hilferufe und griff ein.:7:30 Nach diesem Vorfall versuchte Ahmad, sich selbst zu töten, indem sie sich die Adern an den Handgelenken aufschnitt, aber wieder fand ihr Vater sie rechtzeitig, um sie ins Krankenhaus zu bringen und ihr Leben zu retten.:7:54 Ahmad bekam einen neuen Job als Sekretärin an einer Schule für geistig behinderte Kinder. In der Zwischenzeit begann sie ein Anglistikstudium.
Als ihre Mutter Ahmads Tweets über religiöse Zweifel entdeckte, war sie wütend und stellte Ahmad für einen Monat unter Hausarrest ohne Zugang zu ihrem Laptop oder Smartphone. Ihre Mutter zwang sie, zu beten und den Koran zu rezitieren. Im Jahr 2014 wurde sie von ihrer Familie gezwungen, am Haddsch teilzunehmen.:6:07 Sie suchte und fand die Hilfe von Atheist Republic sowie anderen ähnlichen Organisationen online. Während sie auf dem Hadsch war, machte sie ein Foto von sich selbst, wie sie einen Zettel mit der Aufschrift „Atheist Republic“ hielt, während sie im Inneren der al-Masdschid al-Harām, dem heiligsten Ort des Islams, war. Sie hatte starke Angst, weil sie wusste, dass sie getötet würde, wenn die Menschen um sie herum den Zettel sehen und ihren Unglauben entdecken würden, aber sie wollte via Internet deutlich machen, dass sie als Atheistin in Mekka war und, wie viele Ungläubige in Saudi-Arabien, nicht freiwillig hier war.:5:52 Es war auch das erste Mal, dass sie beschloss, das Land schnell zu verlassen oder ihr Leben zu beenden. Sie bat Atheist Republic, das Foto auf Facebook hochzuladen, nachdem sie Mekka verlassen hatte, was am 3. August 2014 geschah; einige Tage später war sie überwältigt, dass es viral gegangen war.:26:02:6:07

### Flucht
Ahmad machte Pläne zur Flucht aus dem Land, unterstützt vom Faith to Faithless. Zuerst versuchte Ahmad, in die Niederlande zu fliehen, aber die Botschaft weigerte sich, ihr ein Visum zu gewähren. Danach dachte sie daran, einen Gleichgesinnten zu heiraten, mit dem sie das Land verlassen sollte, fand aber keinen Kandidaten. Weil ihr syrischer Pass bis Ende 2015 abgelaufen sein würde und die syrische Botschaft in Saudi-Arabien geschlossen war (seit 2012 wegen des syrischen Bürgerkriegs), musste Ahmad sich beeilen und konnte nur in ein Land ohne Visumpflicht fliehen, wie zum Beispiel in die Türkei. Als Ausländerin aus Syrien musste nicht ihr Vater, sondern ihr Arbeitgeber die Erlaubnis erteilen, ins Ausland zu reisen, und sie konnte ihn überzeugen, dass sie in den Familienurlaub geht, also unterschrieb er die Papiere für sie.
Am 26. Mai 2015 nahm sie ein Flugzeug von Riad über Dubai nach Flughafen Istanbul-Atatürk, nur mit ihrem Laptop, Dokumenten (einschließlich ihres syrischen Passes) und 200 US-Dollar. Sie zog ihren Hijab und ihre Abaya bei der ersten Ankunft als Erwachsene in der Öffentlichkeit aus und nahm fortan ihr Pseudonym „Rana Ahmad (Hamd)“ an, um die Versuche ihrer Familie zu verhindern, sie aufzuspüren. Nach vier Tagen nahm sie den Bus zu einer Freundin (eine andere Ex-Muslimin aus Syrien) in Izmir, die ihr ein kleines Haus zur Miete anbot. Zum ersten Mal in ihrem Leben tanzte Ahmad auf der Straße und trank Alkohol. Sie erhielt jedoch die Nachricht, dass ihre Familie entdeckt hatte, dass sie in die Türkei geflohen war, und befürchtete, dass sie hinter ihr her sein würden. Sie schnitt ihr Haar kurz, färbte es blond und trug bunte Kontaktlinsen als Verkleidung. Als Nächstes startete Armin Navabi, der Gründer des Atheist Republic, eine Crowdfunding-Kampagne für sie, um ihren Aufenthalt und ihre weitere Reise in die Europäische Union zu finanzieren, die 5000 Dollar einbrachte.:8:26 Im August 2015 besuchte Imtiaz Shams from Faith to Faithless, zusammen mit einem Kamerateam von Vice News, sie in Izmir, um Lösungen zu diskutieren.:8:35 Nachdem Ahmad vergeblich versucht hatte, ein Visum für die Einreise in die EU für fünf Monate zu erhalten, beschloss sie, die Grenze zu Griechenland illegal per Boot zu überqueren, was beim dritten Versuch gelang.
Von Griechenland aus reiste sie durch Nordmazedonien, Serbien, Ungarn, die Slowakei, Österreich und erreichte Deutschland im November 2015. Unterwegs blieb sie einige Zeit in verschiedenen Flüchtlingslagern. Sie gab den Plan auf, nach Schweden weiterzufahren, weil ihr das Geld ausgegangen war, sie reisemüde war und gehört hatte, dass das deutsche Bildungssystem gut war.

### Leben in Deutschland
Nach ihrer Ankunft in Deutschland im November 2015 verbrachte Ahmad ein Jahr in einem Flüchtlingslager etwa eine Stunde von Köln entfernt, bevor ihr ein eigenes Haus zugewiesen wurde.:16:39 Am 31. Dezember 2015 besuchte das Vice News Kamerateam sie wieder in Köln.:16:39 Sie verbrachte einen Großteil ihres ersten Jahres damit, (Physik-)Bücher zu lesen, und beabsichtigte, Kernphysik oder Kerntechnik zu studieren.:17:24 Doch sie fühlte sich von muslimischen Flüchtlingen im Lager bedroht, weil viele von ihnen Abtrünnigkeit für ein todeswürdiges Vergehen hielten. Nachdem sie an Maryam Namazie geschrieben hatte,:3:31 entdeckte sie, dass der Zentralrat der Ex-Muslime zufällig auch in Köln seinen Sitz hatte, und nach Rücksprache mit Mina Ahadi konnten der Zentralrat und die Giordano-Bruno-Stiftung ihr helfen, ein eigenes Haus zu finden.
Nach 20 Jahren, im Alter von 30 Jahren, konnte sie in Deutschland endlich wieder ein Fahrrad kaufen und fahren, was sie als eine wichtige Wiederherstellung ihrer Freiheit betrachtete. Ein Foto von ihr mit ihrem neuen Fahrrad in Köln wurde für eine Broschüre über Säkulare Flüchtlingshilfe verwendet.:12:39
Im März 2018 erklärte sie: „Ich liebe Deutschland, ich liebe mein freies Leben in Deutschland“. Sie wolle sich schnell anpassen, die deutsche Staatsbürgerschaft erwerben, ihre Deutschkenntnisse verbessern und die Aktivitäten des Zentralrats der Ex-Muslime unterstützen. Seit Ende 2018 studiert Ahmad in Köln Physik.:0:10

## Aktivismus in Deutschland
In den folgenden Jahren hat Ahmad zahlreiche Interviews mit mehreren Medien, vor allem mit deutschen und französischen, über ihre Erfahrungen und ihre politischen und religiösen Ansichten geführt, insbesondere in Bezug auf die Politik Saudi-Arabiens und seines Kronprinzen Mohammed bin Salman, nachdem der Dissident Jamal Khashoggi im Oktober 2018 ermordet worden war. Ahmad kommentierte, dass die saudischen Behörden es versäumt hätten, die Emanzipation von Frauen zu fördern, für die viele Aktivisten gekämpft hätten; stattdessen haben sie die Aktivisten häufig inhaftiert. Dies habe den Frauen die Botschaft vermittelt, dass sie in Saudi-Arabien keine Zukunft haben, und sie zur Flucht aus dem Land gedrängt.
Der Vice News-Dokumentarfilm Leaving Islam: Rescuing Ex-Muslims, der einen Teil von Ahmads Lebensreise von Saudi-Arabien nach Deutschland erzählte, wurde am 10. Februar 2016 gesendet. Am 5. März 2016, drei Monate nach ihrer Ankunft in Deutschland, hielt Ahmad ihre erste öffentliche Rede in Köln auf einem vom Zentralrat der Ex-Muslime organisierten Treffen. Sie sprach auf Arabisch über ihr Leben in Saudi-Arabien, ihren Flug und ihre Meinung darüber, wie westliche Länder Flüchtlinge wie sie selbst behandeln sollten, wobei der libanesisch-deutsche Fernsehjournalist Imad Karim die deutsche Übersetzung übernahm.
Ahmad gab ihr erstes großes Interview mit der Frankfurter Allgemeinen Zeitung im Juni 2016. Damals befand sie sich noch in einem Flüchtlingslager, wo sie darauf wartete, ein eigenes Haus zu bekommen, und sich von muslimischen Flüchtlingen in diesem Lager bedroht fühlte. „Ich hasse Muslime nicht. Ich habe auch sehr gute muslimische Freunde, die mich so akzeptieren, wie ich bin. Was ich hasse, das ist, dass uns die Rechte im Namen der Religion genommen werden, vor allem den Frauen,“ sagte sie. Obwohl sie kein Problem mit Menschen hat, die islamische Überzeugungen vertreten, hat es sie wütend gemacht, ein 6- oder 8-jähriges Mädchen zu sehen, das gezwungen wird, den Schleier in Deutschland zu tragen, wo das Deutsche Recht, nicht die Scharia gilt. Es ärgert sie auch, dass einige Muslime keine Juden akzeptieren.
Am 15. August 2016 wurde Ahmad erstmals im Fernsehen vom Journalisten Jaafar Abdul Karim von der Deutschen Welle auf Arabisch interviewt, Auszüge aus dem Interview wurden ins Englische und andere Sprachen übersetzt. Drei Millionen Menschen sahen sie im Fernsehen, wie sie erklärte, sie habe den Islam verlassen, und Auszüge daraus wurden im Internet viral, was dazu führte, dass Muslime aus der ganzen Welt ihr zahlreiche Drohungen und Beleidigungen schickten.
Im Jahr 2017 gründete Ahmad mit weiteren Aktivisten aus der säkularen Szene die Säkulare Flüchtlingshilfe e.V. und war bis 2022 im Vorstand. Der Verein wurde der Öffentlichkeit im Rahmen der Feierlichkeiten zum zehnjährigen Jubiläum des Zentralrats der Ex-Muslime am 17. November 2017 in Köln vorgestellt. Er erhielt von der Giordano-Bruno-Stiftung eine Anschubfinanzierung in Höhe von 10.000 Euro. Satzungsmäßiges Ziel des Vereins ist es, „Flüchtlinge zu unterstützen, die aufgrund ihrer atheistischen Überzeugung oder ihrer religionskritischen Einstellung diskriminiert werden oder sogar an Leib und Leben bedroht sind.“ Der Verein bietet Betroffenen praktische Hilfe bei ihren Kontakten mit Behörden, Ärzten und Rechtsanwälten, und begleitet sie bei der Aufnahme von Sprach- und Integrationskursen. Darüber hinaus unterstützt der Verein nach eigenen Angaben Flüchtlinge bei der Teilnahme an Veranstaltungen und bei Auftritten in Presse, Funk und Fernsehen, um über die Situation in den Herkunftsgesellschaften aufzuklären. Im Juli 2019 gab der Verein eine Kooperation mit Humanist Global Charity (ehemals Brighter Brains Institute, USA) bekannt. Hierüber sollen in den Herkunftsländern humanistisch orientierte Hilfszentren, Schulen, Kindergärten und Krankenhäuser unterstützt werden. Doris Schröder-Köpf würdigte ihren „couragierten Einsatz“ als wichtigen Beitrag zum Schutz der Menschenrechte.
Am 15. Januar 2018 wurde ihre Autobiografie Frauen dürfen hier nicht träumen: Mein Ausbruch aus Saudi-Arabien, mein Weg in die Freiheit in Deutschland veröffentlicht. Das Buch erreichte 2018 die Top 10 der Spiegel-Bestsellerliste. Eine französische Übersetzung wurde im Oktober 2018 in Paris unter dem Namen Ici, les femmes ne rêvent pas: Récit d’une évasion („Hier träumen Frauen nicht: Geschichte einer Flucht“) veröffentlicht. Ahmad betont: „Wir, die Frauen, können unser Leben verändern, frei sein. Wir denken, wir sind schwach, aber das ist falsch; wir sind stark, und dieses Buch beweist es.“
Am 12. November 2018 traf sie Richard Dawkins in Berlin und wurde von ihm interviewt. Sie arbeitet für die Richard Dawkins Foundation für Vernunft & Wissenschaft.

## Buch
- Deutsche Originalversion: Rana Ahmad, Sarah Borufka: Frauen dürfen hier nicht träumen: Mein Ausbruch aus Saudi-Arabien, mein Weg in die Freiheit. btb Verlag, 2018, ISBN 978-3-442-75748-0, S. 320 (amazon.de).
- Französische Übersetzung: Rana Ahmad, Sarah Borufka: Ici, les femmes ne rêvent pas : Récit d'une évasion („Hier träumen Frauen nicht: Geschichte einer Flucht“). Globe Éditions, 2018, ISBN 978-2-211-23771-0, S. 320 (amazon.fr).